# РПГ-6
РПГ-6 — ручна протитанкова граната, що належить до типу фугасних гранат спрямованої ударної дії, призначена для ураження броньованої техніки, її екіпажу, озброєння та обладнання, займання пального та боєприпасів.

## Історія створення
З появою важких танків «Тигр», «Пантера», а також самохідних артилерійських установок типу «Фердинанд» з лобовою бронею, еквівалентною 80-100 мм й більше (бортове бронювання становило 40-80 мм), з'явилася необхідність у створенні потужніших протитанкових засобів, у тому числі і гранат.
У 1943 році в московській філії НДІ-6 конструкторами М. З. Полевіковим, Л. Б. Іоффе і М. С. Житковим, за участю Г. В. Хрустальова, О. М. Осика і Є. І. Пихової була розроблена ручна протитанкова кумулятивна граната РПГ-6, яка належить до типу фугасних гранат спрямованої ударної дії.
На заводі навчальних посібників № 2 «Фізпрібор» у м. Коврові був розроблений технологічний процес виготовлення гранати РПГ-6, інструментарій для їх виробництва, а також дослідна партія кількістю до 5000 штук. Спорядження гранат відбувалось на заводі № 11.
Військові випробування граната РПГ-6 пройшла у вересні 1943 року. Як мішень використовувалася трофейна штурмова гармата «Фердинанд» (лобова броня близько 200 мм, бронювання борту близько 85 мм). Випробування показали, що граната РПГ-6 при ударі головною частиною по цілі пробиває броню до 120 мм, у той час як її попередник РПГ-43 міг пробити близько 70 мм. Тоді було рекомендовано прийняти гранату РПГ-6 на озброєння Червоної армії.

## Технологічні особливості
Однією з особливостей гранати РПГ-6 було те, що вона була дуже простою у виробництві — всі деталі штампувалися з листової сталі, а різьбові з'єднання отримувалися шляхом накатки, були відсутні точені і різьбові деталі. Ручка гранати виготовлялася з листової сталі товщиною у півміліметра. Граната споряджалася тротилом методом заливки. Всі ці чинники дозволили запустити РПГ-6 в масове виробництво в короткі терміни.